# أسترا 19.2 شرقا
أسترا 19.2 شرقاً (بالإنجليزية: Astra 19.2°E) هي مجموعة أقمار صناعية تابعة لشركة (إس سي إس أسترا) وتوجد في المدار 19.2 وهي مؤلفة من أربعة أقمار هي: أسترا 1KR - أسترا 1L - أسترا 1M - أسترا 1N، وهي تغطي جميع أنحاء أوروبا إضافة إلى بعض مناطق شمال أفريقيا ما عدا قمر استرا 1M الذي يغطي بالإضافة إلى أوروبا معظم أنحاء الشرق الأوسط بما فيها شمال أفريقيا وبلاد الشام والخليج العربي.

## القنوات التلفزيونية
إن أغلب القنوات التلفزيونية والإذاعات هي ألمانية وفرنسية إضافة إلى بعض القنوات الإسبانية وقنوات نمساوية وقنوات أخرى دولية.